# Мийо, Бернар де
Бернар де Мийо (Bernard De Milhau, O.S.B., также известный как Bernard de Carlat, as Bernardo de' Riccardi; his first name as Bernat;, his last name as Millau, as Milhaud) — католический церковный деятель XI—XII веков. Сын Ришара II, виконта Мийо и Родеза, брат кардинала Ришара де Мийо. 
В мае 1065 года стал 20-м аббатом монастыря Сен-Виктор (Марсель), в том же году назначен кардиналом-священником. 
В 1076 году послан папским легатом для низложения Генриха IV в Германию, где был захвачен в плен силами, верными императору. После освобождения назначен легатом в Испанию.